# Montañas de San Juan
Las montañas de San Juan y (en inglés San Juan Mountains), llamadas sierra de las Grullas inicialmente por los españoles, son un sistema montañoso de las Montañas Rocosas situado en el suroeste del estado de Colorado, en los Estados Unidos.  El área está altamente mineralizada y es parte de la industria minera de oro y plata desde la fundación de Colorado. Los principales pueblos, la mayoría viejos campos mineros, incluyen a Creede, Lake City, Silverton, Ouray y Telluride. La minería a alta escala ya ha finalizado en la región, aunque todavía se investiga por empresas independientes.

## Toponimia
Toma su nombre de San Juan, nombre de un santo católico.

## Historia
En 1765, el español don Juan María Antonio Rivera fue el primer europeo en reconocer a este cordal montañoso. El nombre que le dieron fue sierra de las Grullas. Escalante también recorrió la sierra unos siete años después y la denominó sierra de La Plata.